# Vendetta (John Barry)
Vendetta è l'ottavo singolo discografico del compositore britannico John Barry, pubblicato il 21 ottobre 1966 dalla CBS Records come tema dell'omonima serie televisiva.

## Tracce
Lato A
1. Vendetta – 2:00

Lato B
1. The Danny Scipio Theme – 2:45

## Cover
- I Fantômas, gruppo guidato dal cantante statunitense Mike Patton, ne fecero una cover pubblicata nel loro album The Director's Cut.